# Joel Przybilla
Joel Przybilla (* 10. August 1979 in Monticello, Minnesota) ist ein ehemaliger US-amerikanischer Basketballspieler.
Der 2,16 Meter große Center wurde im NBA-Draft 2000 als neunter Spieler von den Houston Rockets ausgewählt. Die meiste Zeit seiner Karriere verbrachte Przybilla bei den Portland Trail Blazers, wo er zwischen 2004 und 2011 spielte. Von dort wechselte er 2011 zu den Charlotte Bobcats. Aufgrund einer Knieverletzung konnte er dort aber nicht wie erhofft ein Teil der Rotation werden und erhielt zur Saison 2011/2012 keinen neuen Vertrag. Er unterschrieb daraufhin einen Vertrag über ein Jahr bis 2012 bei den Portland Trail Blazers, für die er zuvor von 2004 bis 2011 gespielt hatte. Nach einem Jahr verließ er Portland wieder und unterzeichnete zur Saison 2012/2013 bei den Milwaukee Bucks, für die er eine Saison aktiv war. Im August 2014 verkündete Przybilla seinen offiziellen Rücktritt.